# Betametasone
Il betametasone  è un farmaco antinfiammatorio steroideo, appartenente alla classe dei glucocorticoidi a lunga durata d'azione.

## Indicazioni
Il betametasone è utilizzato per il trattamento di numerose malattie infiammatorie tra quali: asma bronchiale; artrite reumatoide; gravi allergie. Il betametasone è utilizzato anche in alcune neoplasie specialmente a carico del tessuto linfatico come il linfoma di Hodgkin e in emolinfopatie maligne acute e croniche. Può essere utilizzato nelle ultime settimane di gravidanza per favorire la maturazione polmonare del feto quando si prevede un parto prematuro, riducendo l'incidenza della sindrome da distress respiratorio del neonato. Le formulazioni per uso topico dermatologico (crema, cerotti medicati) sono invece utilizzate nella terapia locale delle infiammazioni e delle manifestazioni allergiche cutanee.
La formulazione in cerotto, in particolare a base di betametasone valerato, è particolarmente adatta per la psoriasi cronica a placche localizzata in zone difficili da trattare (es. ginocchio, gomito e faccia anteriore della tibia) per una superficie non superiore al 5% della superficie corporea, e per il trattamento di dermatiti sensibili ai cortisonici per la sua azione antinfiammatoria, antipruriginosa e vasocostrittrice.

## Avvertenze
Osteoporosi: la somministrazione di corticosteroidi, in particolare a dosaggi elevati e/o per tempi prolungati, può indurre perdita di massa ossea con un aumento del rischio di frattura. 
La perdita di massa ossea dipende dal tipo di glucocorticoide impiegato: mentre con betametasone è stata osservata una riduzione dell'assorbimento di calcio intestinale, in caso di terapia di breve durata (15 giorni), sia a basse dosi sia ad alte dosi, con prednisone l'osservazione è stata confermata solo a dosaggi elevati (Gennari, 1993).
Particolarmente a rischio per gli effetti dei glucocorticoidi sul metabolismo osseo sono i pazienti pediatrici e le donne in postmenopausa. In caso di osteoporosi indotta da glucocorticoidi, i bifosfonati rappresentano farmaci di prima linea, mentre la vitamina D3 e la vitamina K2 sono considerati di secondo intervento (linee guida riportate da The Japanese Society for Bone and Mineral Research, ed. 2004).

## Effetti indesiderati
Gli effetti indesiderati sono molto rari se il farmaco è utilizzato per brevi periodi (inferiori a 7 giorni) o per uso topico, poiché l'assorbimento attraverso la cute è minimo (circa 0,2%, con variazioni a seconda del distretto corporeo). Tuttavia sono possibili:
- Effetti metabolici: insulinoresistenza, diabete mellito, sindrome di Cushing iatrogena;
- Effetti sull'apparato digerente: gastrite erosiva, ulcera gastrica;
- Effetti sull'equilibrio idroelettrolitico: ritenzione di sodio e acqua, perdita di potassio;
- Effetti sull'occhio: cataratta, aumento della pressione intraoculare con possibile insorgenza di glaucoma;
- Effetti psichiatrici: insonnia, disturbi comportamentali;
- Effetti sull'osso: osteoporosi.

## Storia e commercializzazione
Il betametasone è stato brevettato nel 1958, e approvato per uso terapeutico negli Stati Uniti nel 1961.
Nelle formulazioni crema e unguento compare nella listino dei medicinali essenziali dell'Organizzazione mondiale della sanità del 2019. In Italia, nella formulazione betametasone sodio fosfato, compressa effervescente, è commercializzato con il nome Bentelan ed è disponibile come medicinale equivalente.
Nel 2021, era al 251º posto nella classifica dei medicinali più prescritti negli Stati Uniti, con oltre un milione di ricette.